# Psilotreta daphnis
Psilotreta daphnis är en nattsländeart som beskrevs av Malicky 2000. Psilotreta daphnis ingår i släktet Psilotreta och familjen böjrörsnattsländor. Inga underarter finns listade i Catalogue of Life.